# Frederick Darley
Frederick Darley (* 28. Februar 1763 in Fernhill, County Dublin; † 2. April 1847) war von 1808 bis 1809 Oberbürgermeister von Dublin.
Frederick Darley wurde als Sohn von Henry Darley geboren. Am 7. März 1800 erfolgte seine Wahl zum Ratsherrn in Dublin. Als solcher bekleidete er von 1808 bis 1809 das Amt des Oberbürgermeisters der Stadt. In den 1820er Jahren war er der Chief Magistrate of Police von Dublin.
Darley war mit Elizabeth Guinness, der Tochter von Arthur Guinness and Olivia Whitmore verheiratet. Aus der Ehe gingen zwei Töchter und zwei Söhne hervor. Sein Sohn John Richard Darley wurde später anglikanischer Bischof.